# Rouben Ter-Arutunian
Rouben Ter-Arutunian (* 24. Juli 1920 Tiflis, Georgien; † 17. Oktober 1992 in Manhattan, New York City, Vereinigte Staaten) war ein im Dritten Reich, in Frankreich und in den USA tätiger Kostümbildner und Bühnenbildner mit einigen Ausflügen zu Film- und Fernsehproduktionen.

## Leben und Wirken

### Ausbildung und frühe Jahre in Deutschland
Der Anwaltssohn wuchs in Berlin und Paris auf und erhielt in Hitler-Deutschland zwischen 1939 und 1941 seine erste künstlerische Ausbildung an der Reimann’schen Kunstschule. An der Friedrich-Wilhelms-Universität belegte Rouben Ter-Arutunian zwischen 1941 und 1943 Kurse in Kunst, Literatur, Musik, Theater und Philosophie und vervollkommnete sein künstlerisches Wissen 1943 mit der Aufnahme eines Musikstudiums an der Hochschule für Musik, das der in Georgien Geborene in dem Folgesemester 1943/44 an der Universität Wien fortsetzte.
Bereits während seiner Studien im Zweiten Weltkrieg konnte Ter-Arutunian an deutschsprachigen Spielstätten als Bühnen- und Kostümbildner arbeiten. Er gab 1941 sein Debüt an der Berliner Staatsoper und entwarf 1943 die Kostüme für eine Inszenierung von Bedřich Smetanas Die verkaufte Braut an der Dresdner Oper. Im Jahr darauf beteiligte sich Ter-Arutunian am Bühnenbild zur Richard-Strauss-Oper Salome, die anlässlich des 80. Geburtstag ihres Schöpfers an der Staatsoper Wien zur Aufführung kam. Nach Kriegsende kehrte der Bühnenbildner ins nunmehr besetzte Deutschland zurück und gestaltete in der US-amerikanischen Zone die Dekorationen für Shows, die der Unterhaltung amerikanischer Besatzungssoldaten dienten. 1947 übersiedelte Ter-Arutunian nach Paris, wo er in den kommenden Jahren gleichfalls künstlerisch tätig war. An der Opéra-Comique gestaltete er beispielsweise 1950 sowohl die Kulissen als auch die Kostüme zu einem Ballett-Concerto.

### Theater- und Ballettarbeit in den USA

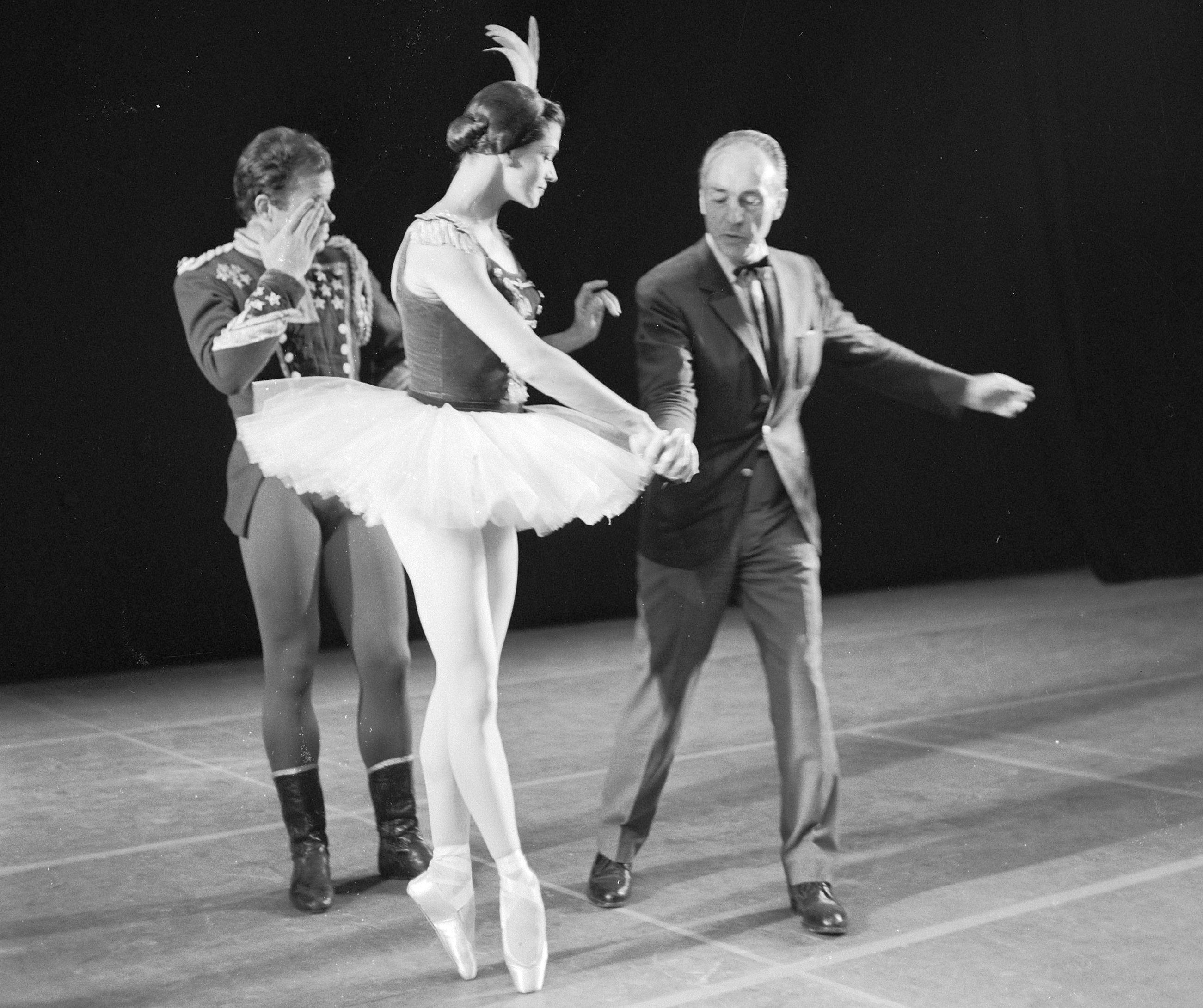
Choreograf George Balanchine (rechts), mit dem Ter-Arutunian oft zusammenarbeitete, hier bei einer Ballettprobe mit dem New York City Ballet, beider Arbeitgeber, während eines Gastspiels in Amsterdam

Seit 1951 in den Vereinigten Staaten, deren Staatsbürgerschaft er 1957 annahm, ansässig, gestaltete der in Manhattan residierende Rouben Ter-Arutunian nach Bühnenbild- und Kostümbeiträgen zu den Opernaufführungen Blaubarts Schloss, L’Heure Espagnole, La Cenerentola und Hänsel and Gretel (allesamt für die New York City Opera Company, 1952/53, wo er mehrfach mit George Balanchine zusammenarbeitete) und zum Ballett Souvenirs (CityCenter Theatre, 1955) auch eine Fülle von Kostümen wie Bühnenbilder zu zahlreichen Broadway-Theaterproduktionen, darunter zunächst die beiden Shakespeare-Inszenierungen Maß für Maß und Der Widerspenstigen Zähnung (beide Anfang 1957). Es folgten Kulissen- und Kostümentwürfe für eine Fülle von Stücken anderer (vor allem moderner) Autoren, so etwa Die Herzogin von Malfi, New Girl in Town, Maria Golovin, Redhead, Advise and Consent, Donnybrook!, A Passage to India, Arturo Ui (Brechts Der aufhaltsame Aufstieg des Arturo Ui), The Deputy (Hochhuths Der Stellvertreter), The Devils, Exit the King (Ionescos Der König stirbt), Goodtime Charley, The Lady From the Sea (Ibsens Die Frau vom Meer), Days in the Trees (Duras’ Ganze Tage in den Bäumen) und zuletzt Goodbye Fidel (April 1980), ein veritabler Misserfolg. Ter-Arutunians Arbeiten umfassten Komödien wie Dramen, Musicals wie Epen. Für seine Arbeit an dem Musical Redhead wurde der Künstler 1959 mit einem Tony Award ausgezeichnet.
Gastspiele führten den Wahl-Amerikaner auch in andere US-Städte wie San Francisco, Los Angeles oder Philadelphia, aber auch gelegentlich zurück in das Land seiner künstlerischen Anfänge: So gestaltete Rouben Ter-Arutunian beispielsweise 1963 sowohl Kostüme wie Kulissen zu der Oper Orpheus und Euridike in einer Aufführung an der Hamburger Staatsoper und im selben Jahr in selbiger Funktion an das Kölner Opernhaus, wo er das Ballett Souvenirs künstlerisch betreute. 1965 kehrte der Künstler für die Gestaltung des Bühnenbilds zu Der Nussknacker nach Köln zurück. 1968/69 gab Ter-Arutunian auch wieder mehrere Gastspiele an den Opernhäusern von Berlin und Wien, wo er mehrere Ballette szenen- wie kostümbildnerisch gestaltete. Weitere deutschsprachige Gastspiele des Künstlers führten ihn 1971 erneut nach Hamburg, im darauf folgenden Jahr auch nach Wien und München sowie 1973 nach Stuttgart. Dabei handelte es sich überwiegend um Ballettaufführungen. 1984 beendete er weitgehend seine Bühnentätigkeit.

### Gestalterische Tätigkeit für Fernsehen und Film
Für Film wie Fernsehproduktionen war Rouben Ter-Arutunian vor allem kurz nach seiner Ankunft in den Vereinigten Staaten gestalterisch tätig. Für den Fernsehsender CBS entwarf er Szenenbilder, Kostüme und groteske Masken, später auch für den Konkurrenzsender NBC und zuletzt erneut für CBS. Dabei handelte es sich überwiegend um Aufbereitungen von vorhergehenden Bühnenproduktionen wie beispielsweise Antigone, Twelfth Night und Maria Golovin, aber auch eine Reihe von Balletten von und mit Balanchine. Für Twelfth Night erhielt Rouben Ter-Arutunian 1958 einen Primetime Emmy. Auch für Fernsehspecials zu Ehren von Maurice Chevalier (1960) und Marlene Dietrich (1973) sind in seinem künstlerischen Œuvre zu finden. Abstecher zum Kinofilm unternahm Rouben Ter-Arutunian lediglich 1964 mit seinen Beiträgen zu der schwarzhumorigen Groteske Tod in Hollywood und 1971 zu der Gesellschaftssatire So gute Freunde von Otto Preminger.

## Filmografie
Als Szenenbildner für das Fernsehen, wenn nicht anders angegeben
- 1951: The Bert Parks Show
- 1951: This Is Show Business
- 1952: The Toast of the Town
- 1954: The Abduction from the Seraglio
- 1955: Reunion in Vienna
- 1956: The Taming of the Shrew (auch Kostüme)
- 1956: The Magic Flute
- 1956: Antigone
- 1957: Twelfth Night
- 1958: The Bell Telephone Hour
- 1958: Swing into Spring
- 1959: Maria Golovin
- 1959: Swing Into Spring!
- 1960: The Tempest
- 1960: A Musical Bouquet for Maurice Chevalier
- 1962: Noah and the Flood
- 1965: Tod in Hollywood (The Loved One) (Kinofilm, auch Kostüme)
- 1971: So gute Freunde (Such Good Friends) (Kinofilm)
- 1973: Marlene Dietrich: I Wish You Love
- 1993: The Nutcracker (Kinofilm) (nach seinen Entwürfen für George Balanchines Der Nussknacker)